# Шанаје Маше
Шанаје Маше (фр. Chenailler-Mascheix) насеље је и општина у централној Француској у региону Лимузен, у департману Корез која припада префектури Бриве ла Гајар.
По подацима из 2011. године у општини је живело 176 становника, а густина насељености је износила 11,13 становника/km². Општина се простире на површини од 15,82 km². Налази се на средњој надморској висини од 400 метара (максималној 544 m, а минималној 147 m).

## Демографија
| 1962. | 1968. | 1975. | 1982. | 1990. | 1999. | 2011. |
| ----- | ----- | ----- | ----- | ----- | ----- | ----- |
| 251   | 288   | 245   | 221   | 203   | 170   | 176   |

График промене броја становника у току последњих година